# Северная Знаменка
Северная Знаменка — село в Нерчинском районе Забайкальского края России. Входит в состав сельского поселения «Знаменское».

## География
Село находится в центральной части края и района, по левобережью реки Нерчи, примыкая к северной окраине центра сельсовета — селу Знаменка.
Климат
Климат характеризуется как резко континентальный, с продолжительной холодной зимой. Средняя температура самого тёплого месяца (июля) составляет 18 — 20 °С (абсолютный максимум — 38 °С). Средняя температура самого холодного месяца (января) — −28 — −30 °С (абсолютный минимум — −54 °С). Годовое количество осадков — 300—350 мм. Продолжительность безморозного периода составляет 100—110 дней.
Часовой пояс
Село Северная Знаменка находится в часовой зоне МСК+6. Смещение применяемого времени относительно UTC составляет +9:00.

## Население
| 2021 |
| ---- |
| 3    |

## История
Законом Забайкальского края от 25 декабря 2013 года было принято решение образовать путём выделения из села Знаменка новый населённый пункт: село Северная Знаменка. На федеральном уровне наименование селу было присвоено Распоряжением Правительства России от 13 мая 2015 года № 860-Р.

## Инфраструктура
В селе функционируют АЗС, кафе и другие объекты хозяйственной деятельности.

## Транспорт
По северной окраине проходит федеральная трасса Р-297 Амур.